# Sinogastromyzon nantaiensis
Sinogastromyzon nantaiensis is een straalvinnige vissensoort uit de familie van steenkruipers (Balitoridae). De wetenschappelijke naam van de soort is voor het eerst geldig gepubliceerd in 2002 door Chen, Han & Fang.